# 誘拐ラプソディー
『誘拐ラプソディー』（ゆうかいラプソディー）は、荻原浩による日本の小説、および、それを原作とする日本映画。

## あらすじ
途方に暮れた日々を送っていた秀吉は、家出してきたと言う少年・伝助と出会う。人生の岐路に迷っていた秀吉は伝助を誘拐し、脅迫電話を掛け身代金を要求することに成功する。だが、富裕な実業家だと思い込んでいた伝助の父親は、指定暴力団の組長だった。

## 映画
2010年4月3日公開。

### キャスト
- 伊達秀吉：高橋克典
- 篠宮伝助：林遼威
- 黒崎哲夫：小野寺慶之、小野寺文哉
- 篠宮多香子：YOU
- 篠宮智彦：哀川翔
- 黒崎保：船越英一郎 （特別出演）
- 斉藤工務店の親方：ベンガル
- 回転寿司の板前：寺島進
- シゲさん：笹野高史
- 遠藤：木下ほうか
- 公園の男：品川徹
- 斉藤工務店のおかみさん：角替和枝
- 黒崎康代：美保純
- 栗林：山本浩司
- キン：渡来敏之
- タカ：日向丈
- 桜田：菅田俊
- 岸田：榊英雄（押尾学の代役）
- 組員：森本のぶ

### 主題歌
- フラワーカンパニーズ「元少年の歌」
  - この曲のPVでは「誘拐ラプソディー」の1年後の世界を描いており、映画キャストも出演。さらにPVの監督はこの映画の監督である榊英雄が務めている。

### エピソード
- 本来、この映画は2009年12月に公開予定であったが、出演者であった押尾学が薬物事件で逮捕された（押尾学事件）。助演ながらストーリー上、決して外せない役であり、ほとんどの場面で多数の人物と絡んでいたため、一時はお蔵入りの危機に陥る。しかし監督の榊が押尾の代役を自ら務め、出演シーンを全て撮り直して差し替えることでお蔵入りを免れ、公開延期という形に落ち着いた[1][2]。
- 主演の高橋は、2008年の東京国際映画祭初日に控え室で会った榊に自ら映画に出たいと直談判し、その結果本作のオファーを受けたという[3]。